# الرهووپ
الرهووپ (به آلمانی: Ellerhoop) یک شهر در آلمان است که در Pinneberg واقع شده‌است. الرهووپ ۱٬۳۲۷ نفر جمعیت دارد.